# 원동역
원동역(Wondong station, 院洞驛)은 경상남도 양산시 원동면 원리에 위치한 경부선의 철도역이다. 상행 10회, 하행 9회의 무궁화호가 정차한다. 원래는 육교가 없었고 간이 건널목만 있었으나 잦은 사망 사고로 인해 1980년대에 육교를 건설하였다. 봄에는 원동면에서 원동 매화축제가 열리기도 한다. 인적이 드문 시골에 위치한 역이라 예전에는 오로지 비둘기호만 정차하였다.

## 연혁
- 1905년 1월 1일 : 간이역으로 영업 개시
- 1906년 8월 15일 : 보통역으로 승격
- 1988년 1월 10일 : 현재 역사 신축
- 1994년 1월 1일 : 화물 취급 중지
- 1996년 9월 1일 : 소화물 취급 중지
- 2013년 12월 24일 : 역사 리모델링
- 2023년 3월 1일 : 하행열차 한정으로 일부 ITX-새마을, 남도해양열차 정차 개시
- 일자불명: 폐역

## 역 구조
승강장은 2면 3선의 혼합식 승강장으로 운용된다.

### 승강장
| ↑삼랑진    |
| \| ２１ \| |
| 물금↓      |

| 1 | 경부선 | 무궁화호 | 부산 · 부전 방면    |
| 2 | 경부선 | 무궁화호 | 상·하선 공용 대피선 |
| 3 | 경부선 | 무궁화호 | 서울 · 목포 방면    |

## 사진

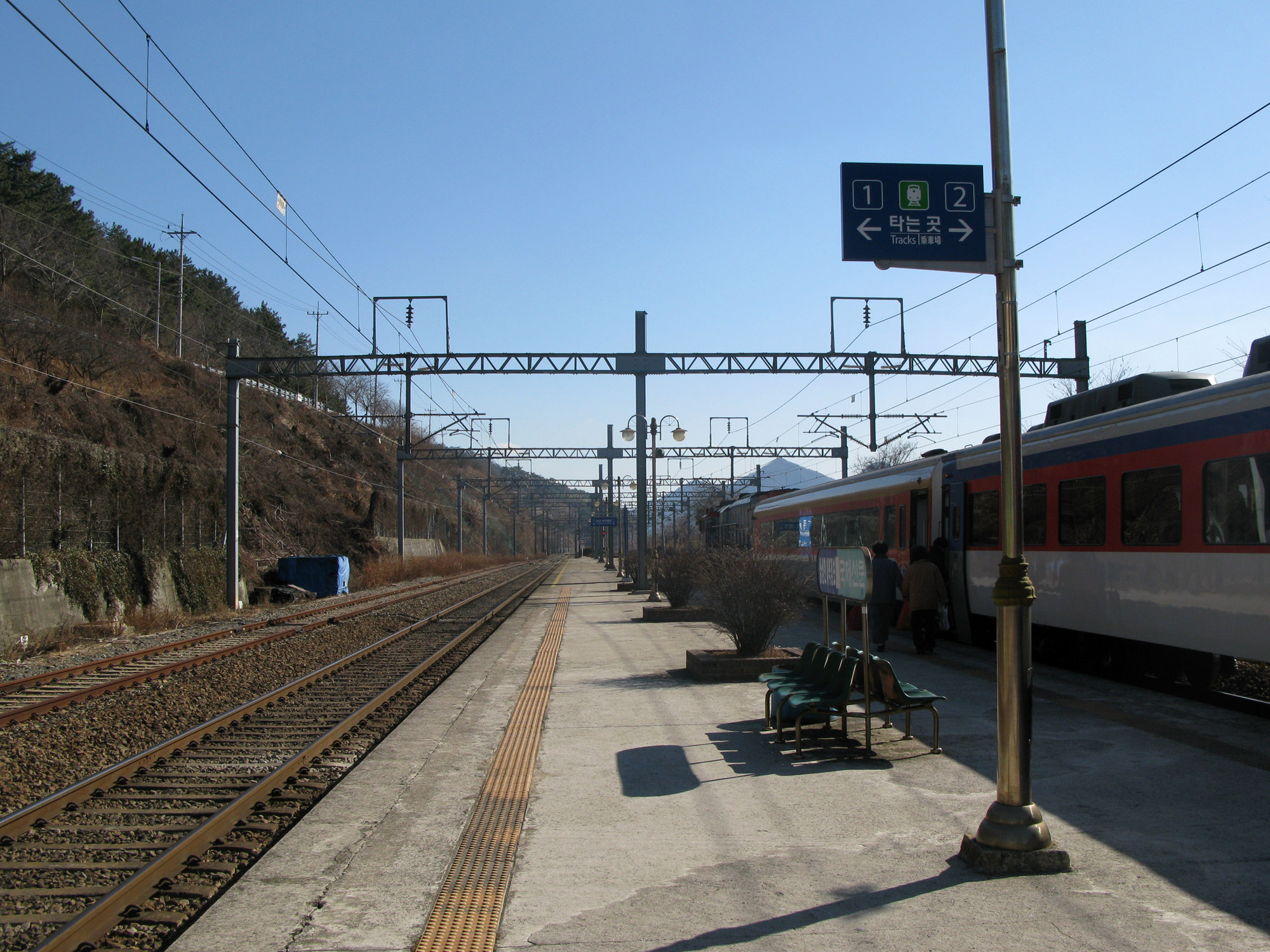
승강장 (부산 방향)

## 인접한 역
| 경부선                     | 경부선                 | 경부선                   |
| -------------------------- | ---------------------- | ------------------------ |
| 삼랑진 서울 방면 목포 방면 | 무궁화호 경부선 경전선 | 물금 부산 방면 부전 방면 |